# Notosuchidae
Los notosúquidos (Notosuchidae) son una familia de arcosaurios mesoeucocodrilianos notosuquios, que vivieron a mediados del Período Cretácico en lo que es hoy Sudamérica . Se definen como el clado más inclusivo que contiene a Notosuchus terrestris (Woodward, 1896) pero no a Araripesuchus gomesii (Price, 1959), Comahuesuchus  brachybuccalis (Bonaparte, 1991), Simosuchus  clarki (Buckley et al., 2000), Baurusuchus  pachecoi (Price, 1945), ni a Crocodylus niloticus (Laurenti, 1768). Solo se conocen dos géneros de estos pequeños cocodrilos terrestres de Gondwana, Notosuchus del Coniaciense - Santoniense de Argentina. y Mariliasuchus del Turoniense - Santoniano del Brasil.